# Estadio Fiscal de Talca
Het Estadio Fiscal de Talca is een multifunctioneel stadion in Talca, een stad in Chili. De bijnaam van het stadion is 'Multicolor' en ook bekend als het “El cementerio de elefantes", het olifantenkerkhof.

## Bouw en renovaties
In het stadion is plaats voor 17.020 toeschouwers. Het stadion werd geopend in 1937 en twee keer gerenoveerd, tussen 2010-2011 en 2017-2019. Bij de eerste renovatie werd het westelijk deel van het stadion gebouwd. Dat was gedeeltelijk overdekt. In het oostelijk deel van het stadion kwamen toen nieuwe trappen en stoelen. De capaciteit werd echter ook verlaagd. Bij de tweede renovatie werd de overdekking voltooid en de capaciteit weer vergroot tot het huidige aantal.

## Gebruik
Het stadion wordt vooral gebruikt voor voetbalwedstrijden. Er is zijn ook faciliteiten om atletiek te kunnen beoefenen. De voetbalclub CSD Rangers de Talca speelt al sinds de opening in dit stadion. In 2017 was er ook het Zuid-Amerikaans kampioenschap voetbal onder 17.

## Afbeeldingen

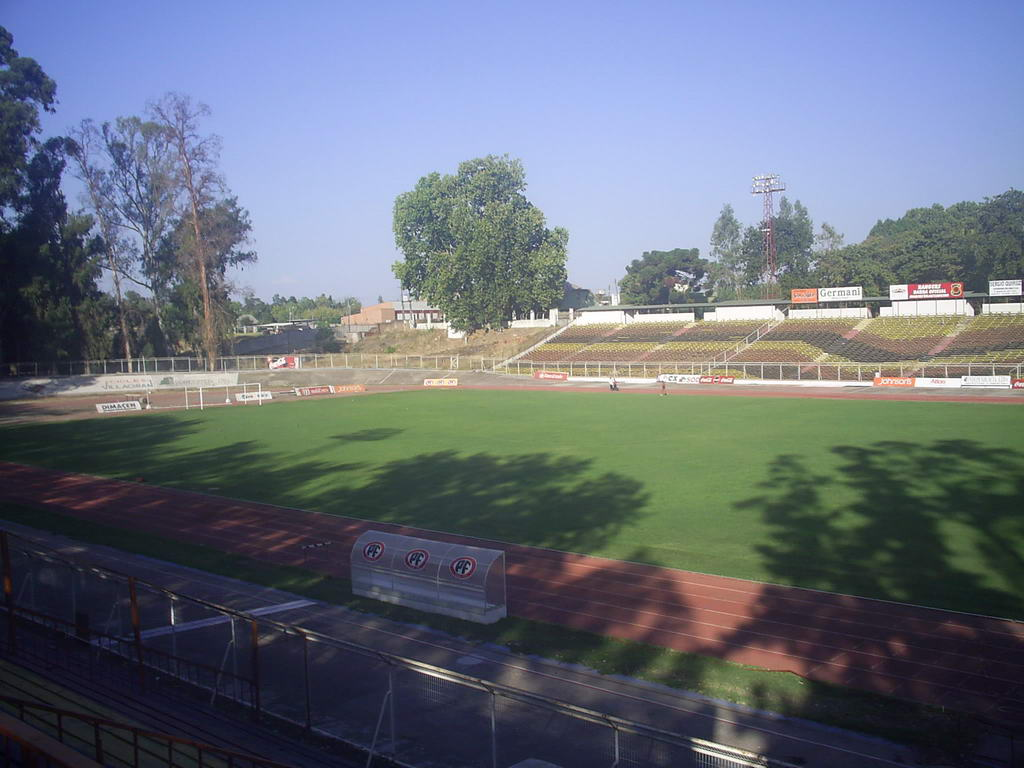
Foto van het stadion, gemaakt in januari 2005.
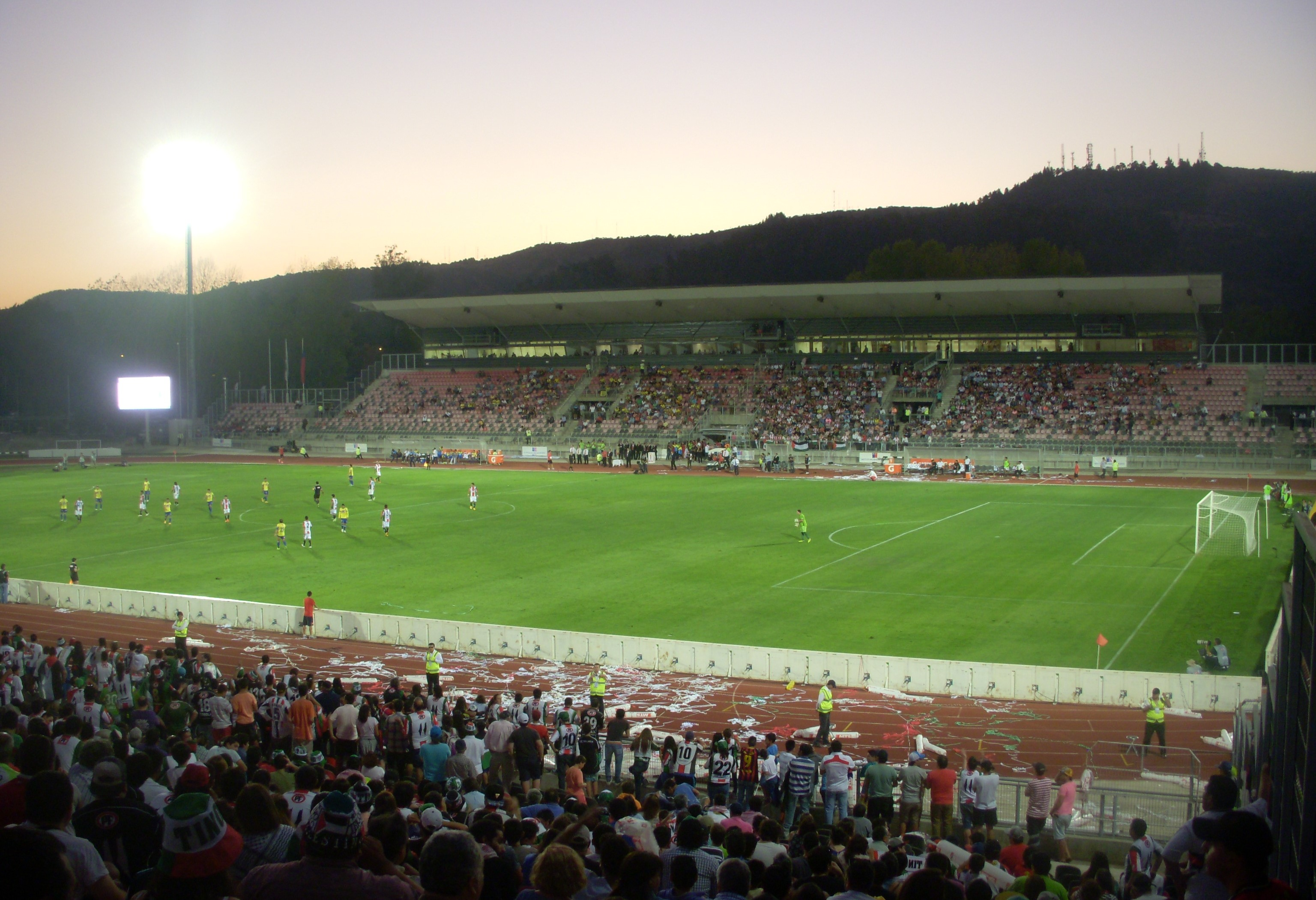
Foto van het stadion tijdens een wedstrijd, gemaakt in maart 2015.
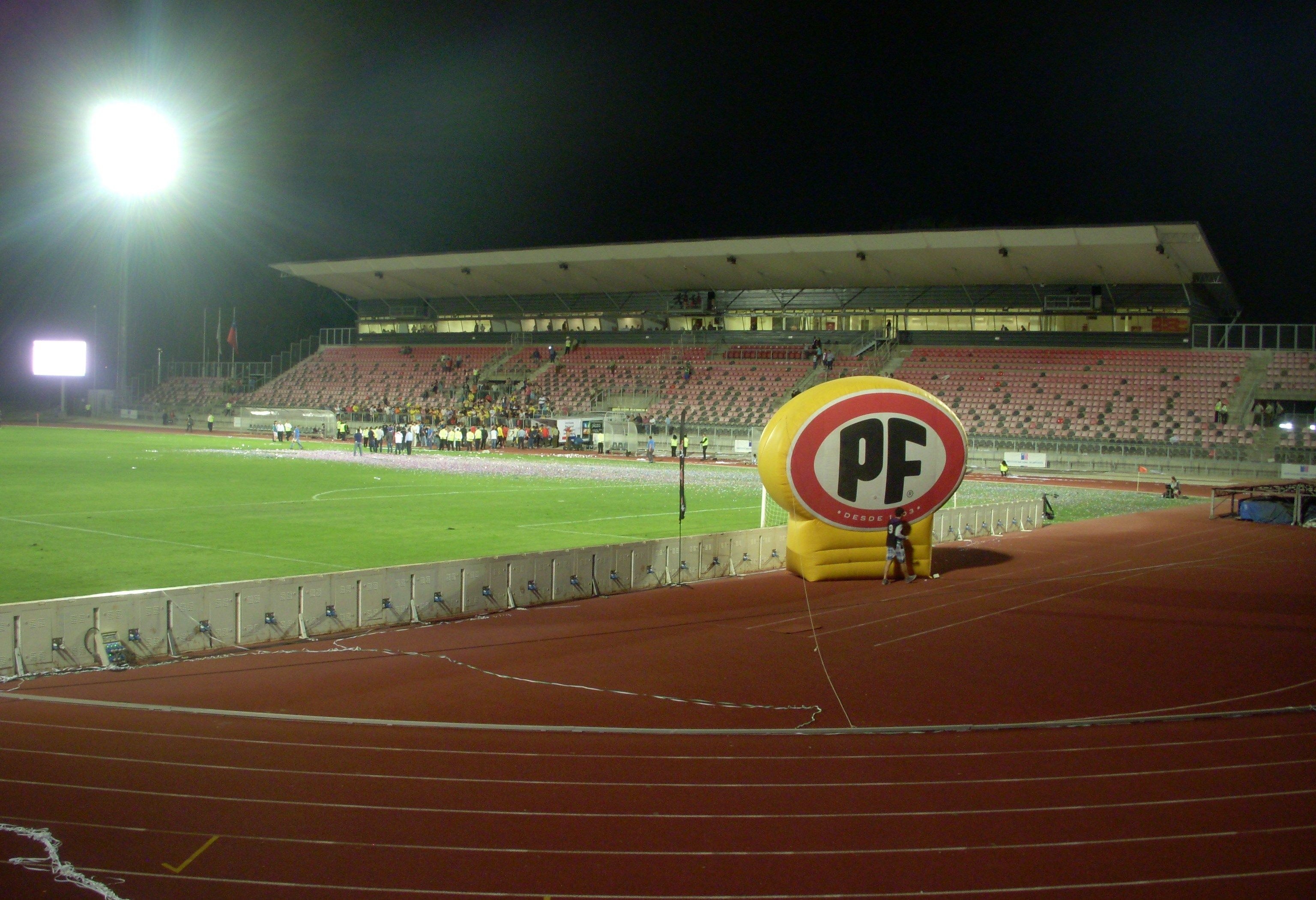
Foto van achter het doel met deel van de atletiekbaan, gemaakt in maart 2015.
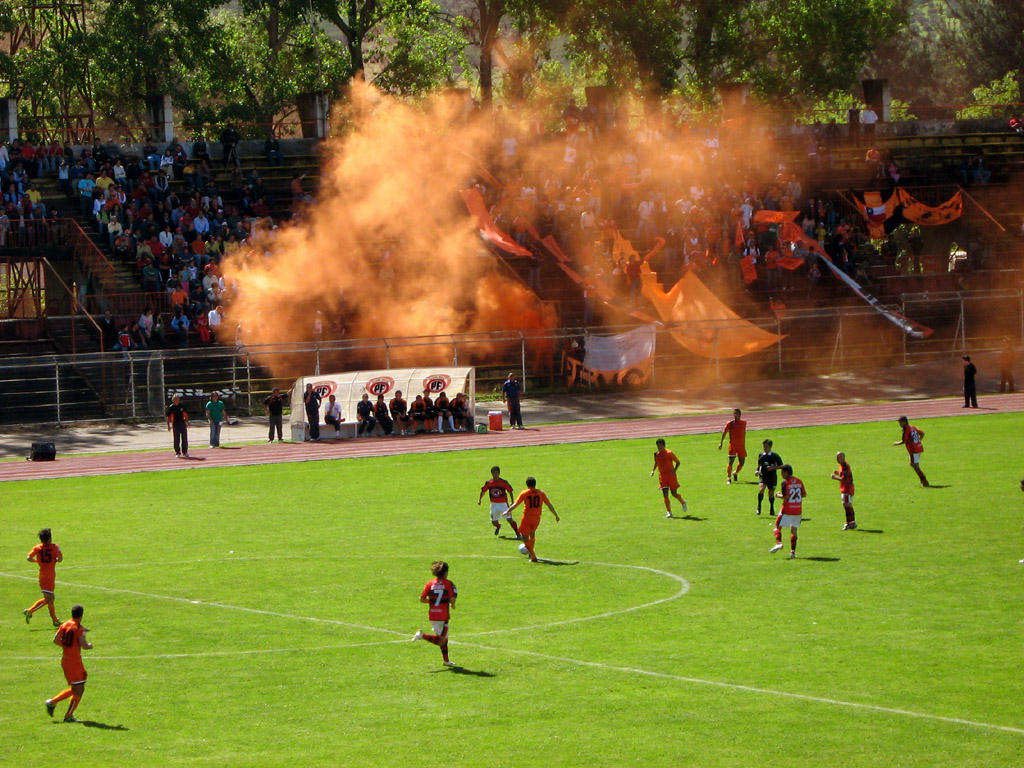
Foto van de Dug-out aan de zijkant en publiek, gemaakt in 2006.